# Bruto binnenlands product

Een kaart van wereldeconomieën naar grootte van het bbp (nominaal) in US dollar, Wereldbank, 2014

Het bruto binnenlands product (bbp) is de totale toegevoegde waarde van alle in een land geproduceerde goederen en diensten gedurende een bepaalde periode (meestal een jaar). Meestal wordt met dit begrip het bruto binnenlands product tegen marktprijzen bedoeld.

## Samenstelling
Het bruto binnenlands product bestaat uit:
- De productie van consumptiegoederen en kapitaalgoederen (zowel uitbreidings- als vervangingsinvesteringen) door de particuliere sector.
- De productie van consumptiegoederen en kapitaalgoederen door de overheid (meestal samengevat met de term overheidsbestedingen). Dit is niet hetzelfde als overheidsuitgaven. Bij bestedingen staat productie tegenover de betaling; overheidsuitgaven is een breder begrip, het gaat hier om overheidsbestedingen én overdrachtsinkomens.
- De productie van consumptiegoederen en kapitaalgoederen voor het buitenland (de uitvoer ofwel export). Omdat voor de productie van goederen ook goederen uit het buitenland nodig zijn dient van de uitvoerwaarde de invoerwaarde (importwaarde) te worden afgetrokken. Het zo verkregen saldo wordt vaak het saldo van de lopende rekening van de betalingsbalans genoemd. Strikt genomen is dit niet juist. Het gaat hier alleen om het saldo van de goederen- en dienstenrekeningen. Zowel het saldo van de uit het buitenland ontvangen en aan het buitenland betaalde primaire inkomens als het saldo van de van het buitenland ontvangen en aan het buitenland betaalde inkomensoverdrachten worden buiten beschouwing gelaten.

## Berekening
De grootte van het bbp kan op drie manieren worden berekend:
- De objectieve methode: optelling van de in een land gerealiseerde toegevoegde waarden.
- De subjectieve methode: optelling van alle primaire inkomens in een land.
- De bestedingsmethode: de bestedingen van alle gezinnen, de bedrijven en de overheid bij de binnenlandse ondernemingen.

De termen 'objectief' en 'subjectief' hebben hier een specifieke betekenis. Objectief betekent hier 'goederen' ('objecten') en subjectief 'personen' ('subjecten').
Een ander woord voor productie is de toegevoegde waarde. De toegevoegde waarde van een bedrijf wordt berekend door: omzet − (ingekochte grond- en hulpstoffen).
Echter, de manier van de toegevoegde waarde berekenen bij een bedrijf is niet toepasbaar bij de overheid. Voor veel overheidsdiensten bestaat geen prijs; het leger en de politie hebben geen omzet en er is geen marktprijs voor veiligheid op straat. Er is toch een afspraak gemaakt om de toegevoegde waarde van de overheid te berekenen: de optelling van alle ambtenarensalarissen. Hieruit volgt de som van ambtenarensalarissen en alle toegevoegde waardes van bedrijven is het bbp.
Hieronder een cijfervoorbeeld met de drie berekeningsmethoden voor Nederland. De bedragen hebben betrekking op het jaar 2015.
| Omschrijving                                       | 2015 |
| -------------------------------------------------- | ---- |
| Vanuit de productie / objectieve methode:          |      |
| Output tegen basisprijzen                          | 1339 |
| Intermediair verbruik                              | –718 |
| Toegevoegde waarde in basisprijzen                 | 621  |
| Saldo productgebonden belastingen/subsidies        | 69   |
| bbp                                                | 690  |
| Vanuit de inkomensvorming / subjectieve methode:   |      |
| Beloning van werknemers                            | 330  |
| Belastingen op productie en invoer minus subsidies | 71   |
| Bruto exploitatieoverschot                         | 289  |
| bbp                                                | 690  |
| Vanuit de bestedingen / bestedingsmethode:         |      |
| Consumptieve bestedingen huishoudens               | 311  |
| Idem overheid                                      | 172  |
| Bruto investeringen (inclusief mutatie voorraden)  | 156  |
| Uitvoer van goederen en diensten                   | 570  |
| Idem invoer                                        | –519 |
| bbp                                                | 690  |

Worden de afschrijvingen van het bbp afgetrokken, dan resulteert het netto binnenlands product (nbp).

## Afgeleide termen
- Bruto binnenlands product tegen marktprijzen of tegen factorkosten

Als bij het bbp geen verdere vermelding staat, wordt het bbp tegen marktprijzen bedoeld. Om aan te geven welk deel uiteindelijk als primair inkomen bij de verschaffers van productiefactoren terechtkomt, wordt het bbp tegen factorkosten gebruikt. Dit vindt men door van het bbp tegen marktprijzen het bedrag aan kostprijsverhogende belastingen af te trekken en het bedrag aan (verkoopprijs) verlagende subsidies op te tellen. Eigenlijk is de term kostprijsverhogende belastingen onjuist. Het gaat hier om de invoerrechten, accijnzen en btw. Deze verhogen niet de kostprijs, maar de verkoopprijs.
- Bruto nationaal inkomen

Dit is het bruto binnenlands product, plus de door de inwoners van het eigen land in het buitenland verdiende primaire inkomens, minus de door buitenlanders in het betreffende land verdiende primaire inkomens. Samengevat betekent 'binnenlands' hier verdiend/geproduceerd binnen de landsgrenzen en 'nationaal' verdiend/geproduceerd door de staatsburgers van een land.
- Netto binnenlands product

Dit is het bruto binnenlands product, minus de door de particuliere sector en de overheid gedane afschrijvingen ter financiering van vervangingsinvesteringen. Deze term is minder gebruikelijk omdat per land de regels met betrekking tot afschrijvingen verschillen. Internationale vergelijking wordt hierdoor moeilijker. Netto heeft hier dus de bijzondere betekenis van exclusief afschrijvingen.
- Bruto binnenlands product per capita/per hoofd van de bevolking

Dit is het bbp van een land gedeeld door het aantal inwoners van dat land.
- Reëel bruto binnenlands product

Dit is het (nominaal) bbp gecorrigeerd voor de inflatie. Men vindt de groei van het reële bbp door het indexcijfer van het nominaal bbp te delen door het prijsindexcijfer. Deze uitkomst geeft de groei van de koopkracht (gemeten in eigen valuta) weer ten opzichte van het basisjaar dat voor de beide indexcijfers is genomen.
- Bruto binnenlands product in ppp-dollars

Hierbij staat 'ppp' voor purchasing power parity, ofwel koopkrachtpariteit. De bedragen worden hierbij aangepast rekening houdend met koopkrachtverschillen tussen landen.
- Bruto wereldproduct/wereld-bbp

Het bruto wereldproduct, ook wel wereld-bbp genoemd, is het bruto nationaal inkomen van alle landen van de wereld samen. Het is gelijk aan het totale bruto binnenlands product van alle landen ter wereld. Het wereld-bbp bedroeg in 2021 ruim 96.100 miljard dollar.

## Geschiedenis
Het bruto binnenlands product is het eerst ontwikkeld en berekend door Simon Kuznets, toen het Amerikaans Congres hem in 1932 vroeg het Amerikaans nationaal inkomen van de afgelopen vier jaar te meten. Hij produceerde een jaar later de eerste bbp-bedragen. Dit om de Grote Depressie, die merkbaar werd vanaf 1929, te becijferen. Hij kreeg in 1971 voor deze prestatie de Nobelprijs.
In Groot-Brittannië heeft Colin Clark, een staatsambtenaar statistieken verzameld over het Brits nationaal inkomen sinds de jaren twintig. In 1940 pleitte de Britse econoom John Maynard Keynes voor meer gedetailleerde bedragen over de capaciteit van Groot-Brittannië voor de productie van wapens, tanks en vliegtuigen in verband met de oorlogsinspanningen. Hij legde de moderne definitie voor het bruto binnenlands product vast. In tegenstelling tot Kuznets, die staatsuitgaven als een kostenpost voor de private sector beschouwde, beschouwde Keynes de oorlogsuitgaven als productie die de economie doet groeien. In oorlogstijd werden de bbp-bedragen vooral gebruikt voor het beheer van de productie voor de oorlog. Na de oorlog worden de bedragen gebruikt voor het aansturen van de economische cyclus door de vraag te reguleren volgens Keynes' ideeën.
Om naoorlogse steun te krijgen van het Marshallplan-programma moesten de betrokken landen hun bbp-bedragen leveren. De Verenigde Naties hebben Richard Stone, een Keynes-aanhanger, gevraagd een standaard sjabloon te maken voor bbp-bedragen, geschikt voor alle landen van de VN. Hiermee konden de bbp-bedragen van alle landen met elkaar vergeleken worden en om de basis te vormen voor diverse internationale verdeelsleutels in bijdragen, subsidies en stemrechten.
Aan de berekenmethodiek is in de loop van de jaren veel gesleuteld. In de jaren vijftig maakte de productie van de goederensector (Engels: manufacturing) nog een derde deel uit van de Britse economie, terwijl het tegenwoordig maar een tiende deel hiervan vertegenwoordigt. Met de groei van de dienstensector werd meer aandacht besteed aan het meten van deze sector. Voor de publieke sector (staatsdiensten) waar de meeste diensten gratis zijn, werden de kosten als productiekosten opgevoerd. In sommige publieke sectoren wordt nu gepoogd de productie rechtstreeks te meten, zoals het aantal uitgereikte diploma‘s voor scholen.   
Bij de waardebepaling van nieuwe producten wordt in principe de reservatieprijs gebruikt (wat de consumenten bereid zijn te betalen). De keuzehoeveelheid en de kwaliteitsverbeteringen voor de consument zijn lastig te becijferen. Het aantal tv-kanalen en beschikbare voedselkeuzes is gaandeweg flink gegroeid, maar men is in het algemeen niet méér tv gaan kijken of meer gaan eten. De extra keuzes zijn echter wel een kwaliteitsverbetering. In principe worden diensten waarvoor niet betaald wordt – zoals mantelzorg, vrijwilligerswerk of vrije informatiebronnen zoals Wikipedia –  niet meegerekend, ondanks dat ze van zichzelf veel inherente waarde kunnen hebben. Soms kan indirect boekhoudkundig een waarde herleid worden. Een zoekopdracht met Google Search is op het eerste gezicht gratis voor de consument, hoewel die indirect betaalt met het leveren van persoonlijke informatie, waarvoor adverteerders op hun beurt wel willen betalen. De advertentieomzet van Google wordt dan weer wel opgenomen in de statistieken. Hetzelfde gebeurt voor commerciële televisie.

## Internationale afspraken
Het bbp van Nederland wordt vastgesteld door het Centraal Bureau voor de Statistiek (CBS) op basis van de nationale rekeningen. Bij de berekening van het bbp worden internationale richtlijnen gevolgd om ervoor te zorgen dat landen op eenzelfde wijze hun economie meten:
- System of National Accounts 1993[5]
- European System of National and Regional Accounts 1995[6]

### Herberekening op basis van ESR2010 in 2014
In 2014 werd een revisie van de nationale rekeningen doorgevoerd op basis van nieuwe internationale methoden die zijn vastgelegd in het Europees Systeem van Rekeningen (ESR2010), dat weer volledig is gebaseerd op het nieuwe System of National Accounts van de Verenigde Naties (SNA2008). Het doorvoeren van de nieuwe richtlijnen uit het ESR is verplicht voor alle lidstaten van de Europese Unie. De belangrijkste wijzigingen zijn met deze revisie dat uitgaven aan Onderzoek & Ontwikkeling (R&D) plus een aantal militaire uitgaven voortaan tot de investeringen worden gerekend en dat software die organisaties voor eigen gebruik hebben ontwikkeld tegen marktprijzen wordt gewaardeerd en niet meer tegen de kostprijs. Tot slot wordt de bijdrage van illegale en niet-formele (buiten de belasting gehouden) activiteiten aan de economie ook opgenomen. Bijvoorbeeld: Prostitutie is in sommige landen verboden en is bij andere landen een legale activiteit. De omzet wordt door allerlei veronderstellingen geschat (waaronder het condoomgebruik).
Het CBS heeft tegelijk een bronnenrevisie doorgevoerd. Het niveau van de indicatoren is daarbij herijkt aan de niveaus van de nieuwe gegevensbronnen, die beschikbaar zijn gekomen. Enkele voorbeelden van nieuwe bronnen zijn het Loonaangifte-bestand en het btw-bestand van de Belastingdienst, nieuwe statistieken van De Nederlandsche Bank en het vernieuwde handelsregister van de Kamer van Koophandel. Het tussentijds doorvoeren van nieuwe bronniveaus is niet mogelijk omdat dit de economische groeigetallen verstoort. Bij elke revisie van de nationale rekeningen wordt één ijkjaar gehanteerd. Hierop worden de wijzigingen in definities en bronmateriaal doorgevoerd en wordt geanalyseerd welk effect deze hebben op het niveau van de getallen. Bij de huidige revisie is 2010 het ijkjaar en was 2001 bij de vorige. Op 6 maart 2014 publiceerde het CBS de nieuwe getallen over 2010 op grond van de nieuwe regels. Voor dit jaar wordt het bbp met 44,7 miljard euro, of 7,6%, verhoogd. Hiervan is 3,0 procentpunt het gevolg van het doorvoeren van de nieuwe internationale richtlijnen en komt 4,6 procentpunt voort uit de herijking op nieuwe bronnen. Het overheidstekort daalde hierdoor in 2010 van 63,4% naar 59,0%.

## Beperkingen
Het gebruik van het bruto binnenlands product als indicator voor het economisch welzijn van een land heeft zijn beperkingen:
- Economische groei is niet synoniem aan welvaartsgroei. De econoom Jones maakt onderscheid tussen intensieve en extensieve groei. Extensieve groei is slechts het gevolg van bevolkingsgroei, terwijl bij intensieve groei de welvaart per hoofd van de bevolking toeneemt. Intensieve groei wordt mogelijk gemaakt door kapitaalaccumulatie en innovatie die de productiviteit doet toenemen. Bij een krimpende bevolking zoals in Japan betekent een gelijkblijvende bbp een individuele welvaartsgroei. Wel neemt daar voor bedrijven de grootte van de potentiële markt af.
- Economische groei is meer dan een getal. Hoewel Kuznets het begrip bruto binnenlands product ontwikkelde, waarschuwde hij voor een te simplistische benadering. Er is een verschil tussen kwantiteit en kwaliteit van de groei, tussen kosten en opbrengsten, en tussen de korte en lange termijn.[9]
- Economische groei heeft ook nadelen, met negatieve externaliteiten zoals luchtvervuiling en geluidsoverlast en de uitputting van natuurlijke hulpbronnen, waaronder niet hernieuwbare grondstoffen.
- Het bruto binnenlands product maakt verder geen onderscheid tussen economische activiteiten die de levensstandaard van mensen werkelijk verbeteren en economische activiteiten die dat niet doen. Elke economische activiteit wordt meegeteld bij de berekening van het bbp, bijvoorbeeld:
  - Als de misdaad stijgt als gevolg van hoge werkloosheid en armoede, leidt dat tot meer politieactiviteiten, strafrechtprocedures, gerechtskosten, gevangenisuitgaven etc.
  - Als de gezondheid achteruitgaat vanwege toename in o.a. aantal mensen met obesitas, alcohol- of druggebruik nemen de kosten in de gezondheidszorg toe.

Voormalig Amerikaans senator Robert Kennedy heeft het als volgt samengevat:
Het bruto binnenlands product omvat luchtvervuiling en reclame voor sigaretten en de ambulances die op de snelwegen verkeersslachtoffers weghalen. Het rekent de speciale sloten voor onze deuren mee en ook de gevangenissen voor de mensen die ze stukmaken. Het bruto binnenlands product omvat de vernietiging van de cederwouden en de dood van Lake Superior. Het neemt toe met de productie van napalm en raketten en kernkoppen. Het houdt geen rekening met de gezondheid van onze gezinnen, de kwaliteit van het onderwijs of het genoegen dat we aan spelen beleven. Het is net zo onverschillig voor de properheid van onze fabrieken als voor de veiligheid van onze straten. Het telt niet de schoonheid van onze poëzie mee of de kracht van onze huwelijken, noch de intelligentie van het publieke debat of de integriteit van ambtenaren... het meet kortom alles, behalve dat wat het leven de moeite waard maakt.
Er zijn een aantal pogingen ondernomen om een passend alternatief te bedenken om de werkelijke welvaartsverbetering vast te leggen. Enkele populaire indicatoren zijn:
- index voor duurzame economische welvaart (Index of Sustainable Economic Welfare, ISEW)
- Genuine Progress Indicator (GPI)
- index van de menselijke ontwikkeling (Human Development Index, HDI)
- Fordham Index of Social Health (FISH)
- Index of Economic Well-Being (IEWB)